# TRANSFORMERS EVO.
「TRANSFORMERS EVO.」（トランスフォーマーズ エヴォ）は、JAM Projectの41作目のシングル。2010年4月21日にLantisから発売された。

## 概要
- 前作「爆鎮完了!レスキューファイアー」から約5ヶ月でのリリースであり、2010年初のリリースとなった。
- 「TRANSFORMERS EVO.」はテレビ愛知・テレビ東京系アニメ『トランスフォーマー アニメイテッド』のオープニングテーマソングとなっている。
- ちなみに影山ヒロノブときただにひろしはいずれも過去に『トランスフォーマー』作品の主題歌を歌ったことがある。
- 「PRAISE BE TO DECEPTICON」の間奏で流れる英語ナレーションは、実写映画版『トランスフォーマー』の冒頭のモノローグが元になっている。
- 「トランスフォーマー ソング・マスターピース」（COCX-38664-7）に収録されているバージョンは、間奏の「Defeat Decepticon」（4回繰り返し）が「Destroy Destron」「Counter Destron」（交互2回繰り返し）となっている。

## 収録曲
1. TRANSFORMERS EVO. [4:38]
作詞・作曲：影山ヒロノブ、編曲：菊田大介（Elements Garden）
  - テレビ愛知・テレビ東京系アニメ『トランスフォーマー アニメイテッド』オープニングテーマ
2. PRAISE BE TO DECEPTICON [5:03]
作詞・作曲：きただにひろし、編曲：栗山善親・横関敦・寺田志保
3. TRANSFORMERS EVO.（off vocal）
4. PRAISE BE TO DECEPTICON （off vocal）